# Баранець оклендський
Баранець оклендський (Coenocorypha aucklandica) — вид сивкоподібних птахів родини баранцевих (Scolopacidae).

## Поширення
Ендемік новозеландських субантарктичних островів. Поширений на Оклендських островах, островах Антиподів та острові Кемпбелл. Вид віддає перевагу ділянкам із щільним ґрунтовим покривом, включаючи луки з купиною, трав'янисті поля, зарості папороті, чагарники та низькі ліси, де він харчується різноманітними безхребетними.

## Опис
Невеликий болотний птах, дорослі особини якого досягають приблизно 23 см завдовжки. Він має маскувальне коричневе оперення, міцні ноги та тонкий дзьоб довжиною близько 5 см Голова має чорні та червонувато-коричневі смужки, а тіло коричневе з чорними та червонувато-коричневими плямами. 

## Спосіб життя
Він гніздиться на землі (звідси його вразливість для інтродукованих ссавців), відкладаючи кладку з двох яєць між липнем і березнем.

## Підвиди
- Coenocorypha aucklandica aucklandica (Gray, 1844) — Оклендські острови.
- Coenocorypha aucklandica meinertzhagenae Rothschild, 1927 — острови Антиподів.
- Coenocorypha aucklandica perseverance Miskelly & Baker, 2010 — острів Кемпбелл.